# Žarko Dolinar
Žarko Dolinar, hrvaški znanstvenik, zdravnik, profesor na univerzi v Baslu in namiznoteniški igralec, * 3. julij 1920, Koprivnica, † 9. marec 2003, Basel.

## Življenjepis
Žarko Dolinar, sin slovenskih staršev, ki sta se v času gospodarske stiske po Prvi svetovni vojni preselila na Hrvaško, se je rodil v Koprivnici. 
Oče Jakob je z ženo Francko in prihajajočimi otroki zaradi sodniške službe velikokrat menjal bivališče. Najprej so se iz Koprivnice selili v Novi Sad, kjer se je 1934 začel ukvarjati s športom; to je nadaljeval tudi v letih 1935 – 1936 v Ljubljani ter potem od konca 1936 v Zagrebu. Gimnazijo je torej obiskoval v vseh teh treh mestih. 

### Športnik
Svojo mladost je preživljal veliko pri salezijancih: najprej na Rakovniku, kjer je pri ljubljanskem klubu Korotan dosegel kot namiznoteniški igralec prve uspehe. Ko so se pozneje zaradi službe - oče je bil sodni izvedenec - selili v Zagreb, se je tudi tam šolal in športno uveljavljal pri salezijancih na Knežiji. 
Po vojni je živel v Zagrebu. Leta 1962 se je za stalno preselil v Švico. Osvojil je 8 medalj na svetovnih namiznoteniških prvenstvih in bil med drugim leta 1954 v igri dvojic skupaj z V. Harangozom svetovni prvak (London, 1954). Na svetovnih prvenstvih je v igri posameznikov osvojil še 2. mesto (1955) in 3. mesto (1939); v igri dvojic je osvojil še 2. mesto (1955); v igri mešanih parov je osvojil 2. mesto (1953) in 3. mesto (1954); ter ekipno 2. mesto (1939) in 3. mesto (1951).  Prvak Jugoslavije v igri posameznikov je bil leta 1939, 1947, 1949,  (1955) in šestkrat v igri dvojic.
Dolinar je bil prvi športnik, ki je za Jugoslavijo osvojil kakšno kolajno na svetovnih prvenstvih (svetovno prvenstvo v Kairu, 1939) in prvi jugoslovanski športnik, ki je postal svetovni prvak (London, 1954).
Za svoje športne dosežke je prejel nagrado Zveze za telesno kulturo Hrvaške (1961) in naslov najboljšega športnika Jugoslavije (1954).

### Pedagoško delo
Dolinar je leta 1959 doktoriral na Veterinarski fakulteti v Zagrebu.  Od 1961 je delal v Zavodu za anatomijo Medicinske fakultete v Baslu. Od leta 1969 do 1985 je bil izredni profesor na Medicinski fakulteti in od  1978 do 1983 na Stomatološki fakulteti v  Baslu.

### Reševanje Judov
Med Drugo svetovno vojno in štiri leta med NDH je skupaj z bratom Borisom ponarejal potne liste in nekatere druge dokumente; na ta način sta pomagala več kot 360 Judom in jim rešila življenje; saj so se lahko umaknili preganjanju in odšli v kako svobodno deželo.  Ustaške oblasti so vedele, da brata Dolinarja rešujeta Jude, a so ju pustili pri miru. Prijeli so očeta Jakova in ga razrešili sodniške službe, a brata sta lahko nemoteno nadaljevala svoje človekoljubno delovanje. Na pobudo skupine preživelih Židov so brata v Izraelu razglasili 1993. leta za Pravična med narodi.